# Ubauro
Ubauro (en ourdou : اباؤرو) est une ville pakistanaise située dans le district de Ghotki, dans le nord de la province du Sind. C'est la quatrième plus grande ville du district. Elle est située à moins de vingt kilomètres au nord de Daharki.
La ville est située sur le tracé de la route nationale no 5 reliant Rohri à Bahawalpur.
La population de la ville a été multipliée par plus de onze entre 1972 et 2017, passant de 3 718 habitants à 44 554. Entre 1998 et 2017, la croissance annuelle moyenne s'affiche à 4 %, bien supérieure à la moyenne nationale de 2,4 %. Selon le recensement de 2023, la population de la ville monte à 50 981 habitants.
La ville est essentiellement sindie, puisque plus de 77 % des habitants en parlent la langue, tandis que 19 % ont l'ourdou pour langue maternelle.
Essentiellement musulmane, la ville inclut une minorité hindoue, comptant plus de 1 500 fidèles, presque 3 % des habitants de la ville.
Le taux d'alphabétisation de la ville s'élève à 58 % en 2023 (contre une moyenne nationale de 61 %), dont 70 % pour les hommes et 46 % pour les femmes.
|            | 1972 (rec.) | 1981 (rec.) | 1998 (rec.) | 2017 (rec.) | 2023 (rec.) |
| ---------- | ----------- | ----------- | ----------- | ----------- | ----------- |
| Population | 3 718       | 9 552       | 21 299      | 44 554      | 50 981      |